# Université d’Abomey-Calavi
Die Université d’Abomey-Calavi (UAC) ist eine staatliche Universität in Benin. Sie liegt im Süden des Landes in Abomey-Calavi in der Nähe von Cotonou.

## Hintergrund
Gegründet wurde die Universität 1970 mit dem ursprünglichen Namen Université du Dahomey. Eine erste Umbenennung in Université Nationale du Bénin (UNB) erfolgte im Dezember 1975, eine zweite in den aktuellen Namen Université d’Abomey-Calavi im Jahr 2001.  Über den Hauptsitz hinaus gibt es Campuseinrichtungen in Cotonou, Ouidah und Porto-Novo.
Sie verfügt über Fakultäten in
- Rechtswissenschaften (Faculté de droit et de science politique, FADESP)
- Wirtschafts- und Sozialwissenschaften (Faculté des sciences économiques et de gestion, FASEG),
- Geisteswissenschaften (Faculté des sciences humaines et sociales, FASHS),
- Wissenschaft und Technologie (Faculté des sciences et techniques, FAST)
- Agrarwissenschaften (Faculté des Sciences Agronomiques, FSA)
- Sprachwissenschaften (Faculté des lettres, langues, arts et communications, FLLAC),
- Medizin (Faculté des Sciences de la santé, FSS)[5]

## Bekannte Professoren
- Édouard Joshua Adjanohoun (1928–2016), erster Rektor, Botanik
- Grâce d’Almeida Adamon (1951–2005), Recht
- Paulin J. Hountondji (1942–2024), Philosophie

## Bekannte Alumni
- Saliou Akadiri (* 1950), beninischer Diplomat und Politiker
- Reine Alapini-Gansou (* 1956), beninische Juristin und Richterin am Internationalen Strafgerichtshof
- Florent Couao-Zotti (* 1964), beninischer Schriftsteller
- Rémi Prosper Moretti (* 1966), beninischer Politiker und Behördenleiter
- Junior Salomon (* 1986), beninischer Fußballspieler